# Hesiodus (inslagkrater)
Hesiodus is een verweerde, vrij onopvallende en onvolledige inslagkrater met een diameter van 45 kilometer, ten westen van de prominente walvlakte Pitatus aan de zuidelijke rand van Mare Nubium op de naar de aarde toegekeerde kant van de maan. De krater Hesiodus is bekend omwille van de kleinere doch opvallende concentrische krater Hesiodus A, rakend aan het zuidwestelijke gedeelte van de buitenrand van Hesiodus zelf. Hesiodus A is het grootste exemplaar van de concentrische kraters op de maan. De merkwaardige dubbele rand van Hesiodus A is afgebeeld op kaart 92 in The Times Atlas of the Moon, evenals op kaarten 54 en 64 in Antonin Rukls Atlas of the Moon. Hesiodus A is item nummer 22 in de lijst van concentrische kraters samengesteld door Charles A. Wood (1978).
De naam Hesiodus werd aan de maan toegevoegd door de Duitse astronoom en selenograaf Johann Heinrich von Mädler.

## Straal van Hesiodus
Gedurende de lokale zonsopkomst vertoont zich een clair-obscur verschijnsel op de vloer van de verweerde krater Hesiodus, waarbij een onderbreking in het oostelijke gedeelte van de rand van Hesiodus een straal zonlicht doorlaat en projecteert op de vloer van de krater, daarbij een oost-west georiënteerde lichtstreep tonend: de straal van Hesiodus. Dit verschijnsel is een bekend onderdeel van een reeks tijdelijk zichtbare lichteffekten op het maanoppervlak, sterk gerelateerd aan de steeds veranderende posities van de ochtendterminator (zonsopkomst) of avondterminator (zonsondergang).

## Roy
De komvormige krater Hesiodus B, ten noordnoordwesten van Hesiodus, werd door de Franse selenograaf Félix Chemla Lamèch (1894-1962) Roy genoemd (Louis Roy). Deze naam werd echter niet erkend door de Internationale Astronomische Unie (IAU).